# Félix Dafauce Tarancón
Félix Dafauce Tarancón (Madrid, 13 de novembre de 1896 – Castelló de la Plana, 4 d'octubre de 1990) va ser un actor espanyol.

## Biografia
Actor de vocació molt primerenca es puja per primera vegada a un escenari quan tan sols comptava amb deu anys en l'obra Militares y paisanos. En anys successius continués una carrera teatral estable, integrant-se en les companyies de Margarita Xirgu, Irene López Heredia i María Fernanda Ladrón de Guevara. Alguns dels muntatges en els quals intervé inclouen Don Juan Tenorio (1937), com Don Juan, Curva peligrosa (1950), de J.B. Priestley,Los años del Bachillerato (1960), de José André Lecour, La sirena varada (1965), d'Alejandro Casona, Así es (si así os parece) (1967), de Pirandello, Los bajos fondos (1968), de Maksim Gorki, Romance de lobos (1970), de Valle-Inclán, Retorno al hogar (1970), de Harold Pinter, El círculo de tiza caucasiano (1971), de Bertolt Brecht, Flor de Santidad (1973), d'Adolfo Marsillach, La señorita de Trevélez (1979), de Carlos Arniches o Tres sombreros de copa (1983), de Miguel Mihura.
Debutà en el cinema en 1925 amb Nobleza baturra, de Juan Vilá Vilamala. No tornaria a posar-se davant una càmera fins 1941 amb la comèdia Un marido barato. Seguidament reprèn la seva carrera teatral en aquesta ocasió amb la companyia de Conchita Montes.
Inicia la dècada dels cinquanta amb una etapa d'intensa activitat cinematogràfica que es prolonga fins a mitjan seixanta i en la qual roda més de cent títols, entre ells, Balarrasa (1951) i Surcos (1951), ambdues de José Antonio Nieves Conde o Las autonosuyas (1983), de Rafael Gil.
Avançada la dècada dels seixanta privilegia de nou la seva carrera teatral així com les seves aparicions televisives en espais de TVE com Primera fila, Estudio 1, Novela, Historias para no dormir i Hora once.
Mantuvo su actividad artística hasta poco tiempo antes de su fallecimiento.
Va mantenir la seva activitat artística fins a poc temps abans de la seva defunció.

## Premis
- Medalla del Cercle d'Escriptors Cinematogràfics al millor actor secundari per Surcos (1951).[5]
- Premi del Sindicat Nacional de l'Espectacle (1978) per El hombre que supo amar.

## Filmografia (selecció)
- Nobleza baturra (1925).

- Un marido barato (1941).
- Cuando los ángeles duermen (1947).
- Balarrasa (1951).
- Surcos (1951).
- Lola, la piconera (1952).
- La guerra de Dios (1953).
- Todo es posible en Granada (1954).
- Un día perdido (1954).
- Los peces rojos (1955).
- ¿Dónde vas, Alfonso XII? (1958).
- Venta de Vargas (1959).
- Plácido (1961).
- Fray Escoba (1961).
- Gritos en la Noche (1962).
- 55 días en Pekín (1963).
- El taxi de los conflictos (1967).
- Operación cabaretera (1967).
- Amor en el aire (1967).
- La tonta del bote (1970).
- Don Erre que erre (1970).
- Un hombre llamado Flor de Otoño (1978).
- El hombre que supo amar (1978).
- Todo es posible en Granada (1982)
- De camisa vieja a chaqueta nueva (Rafael Gil, 1982)
- Las autonosuyas (1983).
- Extramuros (1985).
- Tata mía (1986).
- Moros y cristianos (1987)